# Canción al 9 de octubre
La Canción al 9 de octubre o Himno de Guayaquil es un poema escrito por el político y poeta José Joaquín de Olmedo en 1820 que conmemora la independencia de la Provincia Libre de Guayaquil. En 1895 la compositora Ana Villamil Ycaza le dio música en ritmo de marcha. Esta versión fue oficialmente reconocida por la Municipalidad de Guayaquil, como el «Himno al 9 de Octubre», mediante ordenanza del 8 de julio de 1898, en 1918 y en 1966 fue declarado himno de la ciudad de Guayaquil y el cantón Guayaquil.

## Difusión
Según el historiado Efrén Aviles Pino, Ana Villamil Ycaza tomó la valiente decisión de poner música a los versos que el poeta José Joaquín de Olmedo había dedicado a conmemorar el primer aniversario de la gloriosa revolución guayaquileña. Estos versos, que originalmente habían sido entonados por un coro de niñas. Su contribución no solo añadió una dimensión emotiva y memorable a la celebración, sino que también aseguró que la historia y el espíritu de aquel momento trascendieran a través de las generaciones.
Calificado como Himno de Guayaquil es entonado en los actos públicos oficiales de la ciudad, así como en actos cívicos. Una escultura musical de la compositora de la música, Ana Villamil, ubicada en el centro de la ciudad, entona la melodía del himno automáticamente a las 12h00 y 18h00.
Desde 1920, la Canción al 9 de octubre o Himno de Guayaquil ha resonado en las calles de la ciudad portuaria, marcando el cierre de cada acto público. Francisco Vascones, en su obra "Olmedo y sus obras, un estudio histórico crítico" de ese mismo año, la describe como una pieza breve, compuesta por un coro y tres estrofas. En el coro, se exhorta a saludar con cantos al amanecer de la libertad.